# Braunschweiger Elle

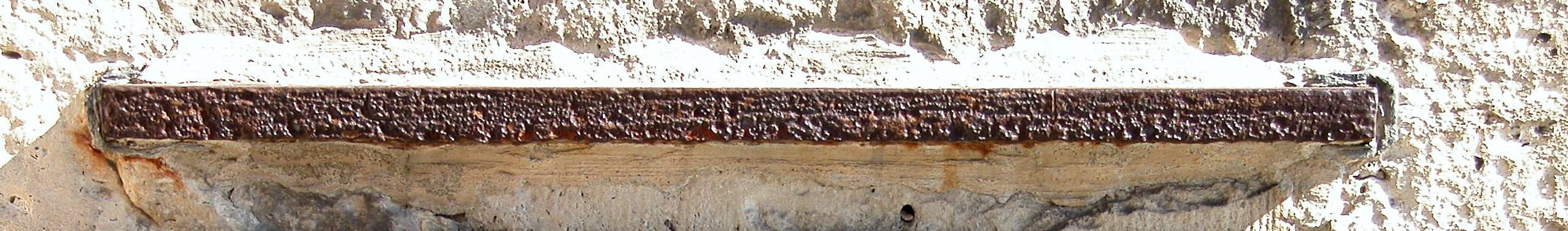
Braunschweiger Elle

Die Braunschweiger Elle kann als ein, nach heutigem Verständnis, frühes „genormtes“ Längenmaß betrachtet werden.
Sie misst 57,07 cm und ist aus Metall gefertigt. Schon seit dem 16. Jahrhundert (wahrscheinlich aber schon früher) diente sie Käufern und Verkäufern von Stoffen und Gewändern die im Gewandhaus Tuche kauften zur Kontrolle, ob das richtige Maß abgemessen worden war, aber auch den Kunden auf Braunschweigs Märkten und bei den in Braunschweig stattfindenden Messen, um Übervorteilungen beziehungsweise Betrügereien zu verhindern.

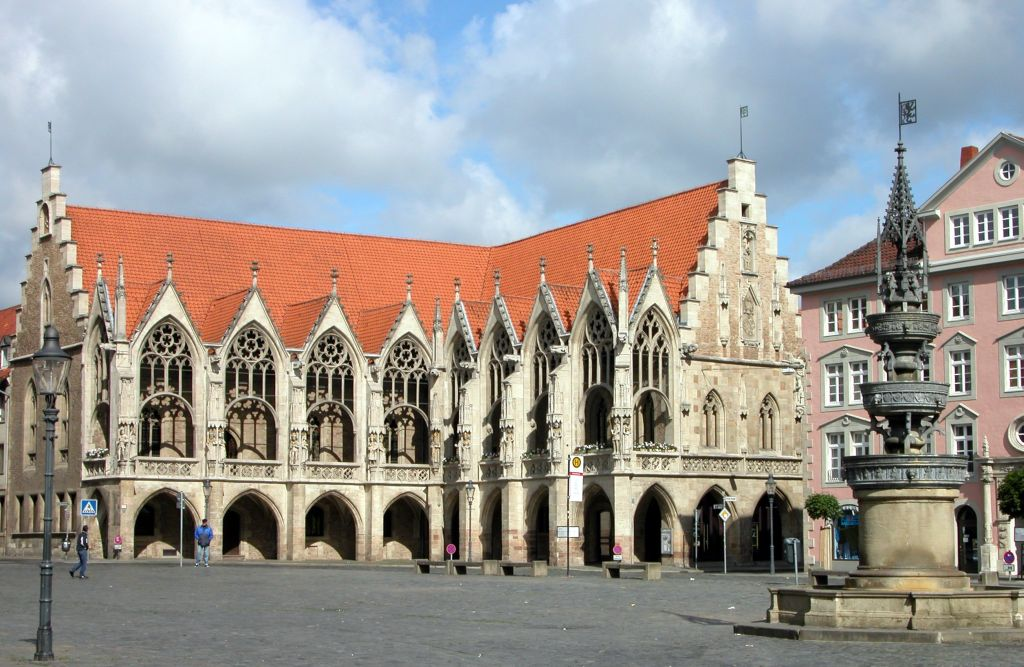
Altstadtrathaus in Braunschweig

Die Länge einer „Elle“ konnte von Markt zu Markt und Ort zu Ort variieren. So maß die „kleine“ Erfurter Elle 40,38 cm, wohingegen die Münchener Elle 79,90 cm maß. Ähnliche Abweichungen gab es auch bei den Maßeinheiten Fuß, Zoll und anderen.
Aufgrund der Vielzahl verschiedener und zum Teil drastisch abweichender Maße, die es im Mittelalter bis in das 19. Jahrhundert auf deutschem Boden gab, wurde vor circa 500 Jahren in Braunschweig ein allgemein zugängliches und für alle Marktteilnehmer dort verbindliches Längenmaß eingeführt und in einen Pfeiler des Altstadtrathauses auf dem Altstadtmarkt eingelassen.
Auch heute befindet sich die Braunschweiger Elle noch an ihrem alten Platz.
Die Braunschweiger Elle bestimmte auch den Haspelumfang bei der Leinengarnherstellung. Umgangssprachlich wurde der Umfang mit Haspellänge bezeichnet und war im Herzogtum Braunschweig 948,75 Pariser Linien oder 3 ½ Ellen, was 2,137 Meter entsprach.
- 1 Braunschweiger Elle = 253 Pariser Linien = 0,5707174 Meter[2]